# Einar af Wirsén
Carl Einar Thure af Wirsén, född 20 april 1875 i Uppsala, död 5 januari 1946 i Stockholm, var en svensk militär och diplomat. Han var ett av de svenska vittnena till det armeniska folkmordet.

## Biografi
Einar af Wirsén var son till poeten och litteraturkritikern Carl David af Wirsén och hans hustru Cecilia Emerentia Leontina Adlöf. Han tog mogenhetsexamen i Stockholm och genomgick därefter officersutbildning, varpå han 1895 blev underlöjtnant vid Svea livgarde och kapten 1899. Åren 1900–1902 gick han Krigshögskolan, varefter han under ett år var attaché vid legationen i Rom. Han hade sedan, under århundradets första decennium, tjänst vid både Generalstaben och Krigshögskolan.
af Wirsén var en av dem som lade fram förslaget till 1914 års härordning, dels genom en bok han utgav under pseudonym, Den svenska folkhären, dels som sakkunnig i försvarsberedningen av 1911. Försvarspolitiskt ställde han sig bakom Hjalmar Hammarskjöld. Hans intresse sträckte sig långt bortom Sveriges gränser, och han blev en av Sveriges främste experter på den politiska situationen på Balkanhalvön och Turkiet, bland annat genom arbetet Balkanfolken och stormakterna (1909). 
Under första världskriget tjänstgjorde han som svensk militärattaché i Konstantinopel och Sofia (1915–1920) och besökte krigen i Dardanellerna 1915–1916 och i Makedonien 1918. Av den anledningen, och genom sin kunskap om Balkan, ingick han i den kommission som skulle lösa gränstvisten mellan Turkiet och Bulgarien 1915. Han befordrades till major i armén 1917 och började vid Göta livgarde 1920. Han var en av de vittnen som beskrev det armeniska folkmordet – hur turkarna av praktiska skäl "utrotat" armenierna.
Redan året efter utnämndes han till chargé d'affaires i Reval och Riga samt envoyé i Bukarest, Aten och Belgrad. Åren 1924–1925 var han ordförande i Nationernas förbunds  Mosulkommission samtidigt med uppdrag som envoyé i Berlin. Han var i Berlin till 1937, då han fick samma befattning i Rom. Han gick i pension 1940.
1915 invaldes af Wirsén i Kungliga Krigsvetenskapsakademien.
Einar af Wirsén var gift från 1910 med Hanne Marie Käthie Ingeldi till hennes död 1920 och därefter med Ebba Elsa Cecilia Hildebrand.

## Vittne till massakrer på armenierna
I memoarerna Minnen från fred och krig (Bonniers, 1942) skriver af Wirsén om armeniska folkmordet under rubriken "Mordet på en nation". Han beskriver "armeniernas undergång" som inträffade de första året av hans vistelse i Osmanska Turkiet som "en av de fruktansvärdaste händelser som ägt rum i världshistorien. af Wirsén tar även upp masskrerna på armenier under 1800-talet. Han redogör i denna för hur turkarna av praktiska skäl "utrotat" armenierna. I boken återger han även ett samtal med den tyska militärfullmäktigen i Konstantinopel, general Otto von Lossow, som mellan fyra ögon sagt till af Wirsén: "Armeniermassakrerna äro världshistoriens största bestialitet."

## Utmärkelser

### Svenska utmärkelser
- Konung Gustaf V:s jubileumsminnestecken med anledning av 70-årsdagen, 16 juni 1928.[6]
- Riddare av första klassen av Svärdsorden, 6 juni 1916.[6]
- Kommendör med stora korset av Nordstjärneorden, 22 november 1932.[6]
- Kommendör av första klass av Nordstjärneorden, 15 december 1924.[6]
- Riddare av Vasaorden, 22 december 1914.[6]

### Utländska utmärkelser
- Officer med svärd av Bulgariska Sankt Alexanderorden, 1919.[6]
- Kommendör av Bulgariska Militärförtjänstorden, 1922.[6]
- Riddare av Danska Dannebrogorden, 19 november 1912.[6]
- Riddare av Italienska Sankt Mauritius- och Lazarusorden, 1913.[6]
- Storkorset av Lettiska Tre Stjärnors orden, 1930.[6]
- Storkorset av Rumänska Stjärnans orden, 1925.[6]
- Storkorset av Rumänska kronorden, 1922.[6]
- Riddare av tredje klassen av Ryska Sankt Annas orden, 28 juni 1909.[6]
- Storkorset av Serbiska Sankt Savaorden, 1922.[6]
- Tredje klassen av Turkiska rikets Meschidie-orden, 1916.[6]